# 西郷近寧
西郷近寧（生没年不詳）は会津藩の番頭。
兄弟姉妹に西郷近義、諏訪頼意に嫁いだ女性がいる。子は西郷近光。